# Jezioro Ełckie
Der Jezioro Ełckie (deutsch Lycker See, auch Lyck-See und Lyck See) ist ein See im Pojezierze Ełckie (Lycker Seengebiet) in der Woiwodschaft Ermland-Masuren im Nordosten Polens. Am östlichen Ufer des Sees liegt die Stadt Ełk. Mit einer maximalen Tiefe von 55,8 Metern gehört er zu den zehn tiefsten Seen Polens.
Im See befindet sich eine Insel, auf der 1398 der Deutsche Orden mit dem Bau einer Burg begann, um die die heutige Stadt entstand. Heute führt eine im Jahr 1910 errichtete Brücke, die die beiden Seeufer miteinander verbindet, zur Insel, auf der man die Ruinen des Schlosses besichtigen kann.
Es gibt Vermutungen, dass auf dem Grund des Sees die Überreste eines im Zweiten Weltkrieg abgestürzten deutschen Flugzeugs liegen.

## Persönlichkeiten
- Siegfried Lenz (1926–2014), deutscher Schriftsteller, wuchs am Ufer des Sees auf